# Corydoras panda
Las corydoras panda (Hoplisoma panda) pertenecen a la familia de los Calíctidos (Callichthyidae), las corydoras panda habitan en la parte de Sudamérica (biotopo amazónico),Río Aguas Amarillas, subafluente del Pachitea, río Lullapichis y afluentes del Río Ucayali en Perú. Ovíparos. Dos o tres machos ponen juntos con una hembra (rara vez en pareja) y en la clásica postura en “T”. La hembra sujeta en cada ocasión de 3 a 5 huevos en sus aletas pectorales y los retiene en una bolsa formada por éstas durante aproximadamente medio minuto, que es el tiempo que tiene el macho para fecundarlos. Posteriormente, la hembra nada rápidamente y coloca los huevos -muy adhesivos- en rocas, hojas de plantas o sobre el vidrio del acuario. La mayoría de las especies del género ignoran los huevos, pero no es siempre el caso de Corydoras panda, que pueden devorarlos tras la puesta, aunque esto es variable y no todos lo hacen. En cualquier caso, se recomienda apartar a los progenitores tras la puesta.
Los huevos son muy susceptibles a estropearse por invasión de hongos, aun estando fecundados. Tras la eclosión (que suele ser a los cinco o seis días después de la puesta, dependiendo de la temperatura) se alimenta a los alevines con infusorios, zooplancton y fitoplancton en una primera fase; y, posteriormente, con microgusanos y nauplios de artemia. Si se administran estos últimos se recomienda enjuagarlos a conciencia en agua dulce para quitar la sal, a la que los alevines manifiestan gran intolerancia. A los alevines e les puede ir dando alimento poco a pocoovíparos y también yema de huevo tamizada teniendo cuidado de mantener la higiene y no contaminar el agua. Con 30 días de vida los alevines pueden medir 12-15 mm y empieza a ser claramente distinguibles su coloración característica.

## Parámetros químicos del agua
PH: 6,0-7,5
gH: 2-12
Temp: 20-26 °C
NO2: 0 mg/l
NO3: <20 mg/l
Las corydoras son muy sensibles a los niveles de nitrogeno, por lo que se recomienda tener una buena colonia bacteriana

## Alimentación
Alimentación en el fondo. Omnívoro. Pueden ser alimentados con cualquier tipo de alimento comercial, desde pastillas para peces de fondo, larvas de mosquito, escamas, gránulos y artemia. Debido a sus costumbres crepusculares, es recomendable suministrarles pastillas de fondo media hora antes de apagar la iluminación. Consume lo que han dejado los otros peces. En ningún caso comen desechos de otros peces.

## Comportamiento
Es un pez pacífico compatible con otros peces amazónicos. Es uno de los Corydoras más activos. Como todos los Corydoras necesitan vivir en grupos formados por, al menos, seis individuos. En su medio natural forman bancos de cientos o miles de individuos, que constituyen su principal mecanismo de defensa frente a sus múltiples depredadores.
Es un pez muy pacífico y gregario, ideal para mantener en acuarios comunitarios, ya que prácticamente puede asociarse con casi todas las especies, a excepción de especies agresivas o de gran porte. Es una especie ideal para un aficionado principiante. Buen compañero también de otros peces amazónicos. Son peces que se sienten estresados si se mantienen pocos ejemplares.

## Reproducción
Ovíparos. Dos o tres machos ponen juntos con una hembra (rara vez en pareja) y en la clásica postura en “T”. La hembra sujeta en cada ocasión de 3 a 5 huevos en sus aletas pectorales y los retiene en una bolsa formada por éstas durante aproximadamente medio minuto, que es el tiempo que tiene el macho para fecundarlos. Posteriormente, la hembra nada rápidamente y coloca los huevos -muy adhesivos- en rocas, hojas de plantas o sobre el vidrio del acuario. La mayoría de las especies del género ignoran los huevos, pero no es siempre el caso de Corydoras panda, que pueden devorarlos tras la puesta, aunque esto es variable y no todos lo hacen. En cualquier caso, se recomienda apartar a los progenitores tras la puesta.
- Datos: Q387817
- Multimedia: Corydoras panda / Q387817
- Especies: Corydoras panda